# Postanomus cornutulus
Postanomus cornutulus är en insektsart som beskrevs av Carl Stål 1862. Postanomus cornutulus ingår i släktet Postanomus och familjen hornstritar. Inga underarter finns listade i Catalogue of Life.